# پیتر اولرتون
پیتر اولرتون (انگلیسی: Peter Ollerton؛ زادهٔ ۲۰ مهٔ ۱۹۵۱) بازیکن و مربی فوتبال انگلیسی‌تبار اهل استرالیا بود.
از باشگاه‌هایی که در آن بازی کرده‌است می‌توان به باشگاه فوتبال فلیتوود تاون اشاره کرد.
وی عضو تیم ملی فوتبال استرالیا در جام جهانی فوتبال ۱۹۷۴ بوده‌است.